# Sonata para piano n.º 7 (Prokófiev)

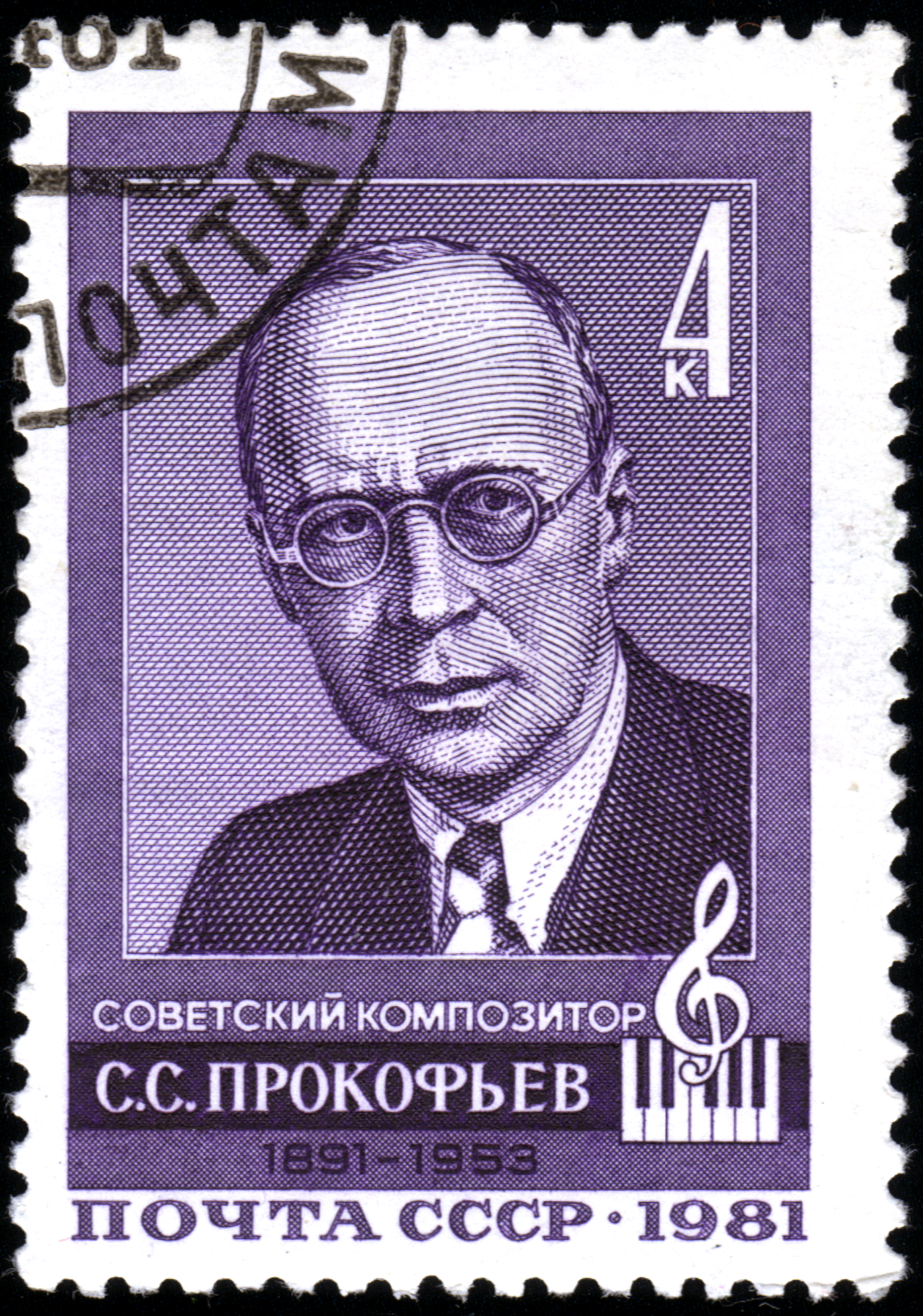
Sello de la USSR Prokófiev 1981

La Sonata para piano n.º 7 en si bemol mayor op. 83 es una sonata de Serguéi Prokófiev, escrita en 1942, interpretada por primera vez en 1943 por el gran pianista Sviatoslav Richter. A veces se la llama "Sonata de Stalingrado". Este es la segunda de las tres Sonatas de guerra de Prokófiev, escritas durante la Segunda Guerra Mundial y la más famosa de las nueve sonatas para piano del compositor.

## Composición y estreno
Esta sonata es la segunda de las tres númeradas del seis al ocho, comúnmente llamadas "Sonatas de guerra" y una de las obras más famosas de Prokófiev . Si el material melódico de las tres data de 1935, para la séptima la concepción es posterior, de 1939 y la completa cuando se encuentra en Tbilisi en 1942. Es la más radical de las tres obras, unidas en su lenguaje armónico y la tendencia rítmica de su escritura.
La partitura fue publicada por Muzgiz en 1943 y el propio Sviatoslav Richter habla de la recepción que recibió de la obra: « A principios de 1943 recibí la partitura de la séptima sonata que me puso en trance y que aprendí en cuatro días. »  , . La obra fue estrenada en Moscú, por Richter, el 18 de enero de 1943, en presencia del compositor, de David Oïstrakh y de Vissarión Chebalin en particular, y con gran éxito de público . El pianista comenta la recepción de la siguiente manera: « Los oyentes sintieron con extrema intensidad el aliento emocional y espiritual de la obra, que reflejaba exactamente lo que estaban experimentando en lo más profundo de sí mismos (como en la Séptima Sinfonía de Shostakovich »  , . Proyecta la angustia y la lucha de los años de la guerra, tal como se vivieron en la realidad rusa . El pianista continúa: « Esta sonata nos sumerge brutalmente en la atmósfera amenazadora de un mundo cuyo equilibrio se tambalea. El caos y lo desconocido reinan. El hombre observa el desencadenamiento de fuerzas mortales.» . Después añade: « Sin embargo, uno debe esforzarse por seguir amando. Impulsado por el único deseo de lograr la victoria, ataca de frente, barriendo todos los obstáculos. Se volverá cada vez más fuerte a medida que avance la lucha y se convertirá en una fuerza gigantesca a la que afirma su vitalidad.»

## Análisis musical

### I.Allegro inquieto
El primer movimiento, señalado Allegro inquieto, tiene la forma “A-B-A-B-A", alternando dos temas fuertemente contrastados  con otro, el más complejo de los tres, sin tonalidad precisa, excepto al final donde emerge la tonalidad de si bemol mayor [./Sonate_pour_piano_no_7_de_Prokofiev#cite_note-Berman2008152-7 [7]].

El material temático es rico y diverso. El primer tema (Allegro inquieto) se plantea a dos manos con una melodía corta y agitada, angustiada, febril, a la que se responde con un martillazo  de cuatro notas que cobra gran importancia a lo largo del movimiento. - quizás inspirado en la Célula del Destino de Beethoven de su Quinta Sinfonía . En el Andantino (compás. 124), se produce un cambio radical de atmósfera, con una melodía llena de intimidad dolorosa, un largo lamento desgarrador, todavía usando el tema de cuatro notas, antes de que regrese Poco a poco accelerando, la parte “A”, pero considerablemente diferenciada, con « una rabia aún más impactante y exacerbada », donde las cuatro notas regresan en aumento . El final presenta nuevamente al Andantino ("B") abreviado, antes de dar paso a una nueva variación de "A" en piano muy breve y en el registro bajo del instrumento.

### II.Andante caloroso
El segundo movimiento en compás de 3
4, en mi mayor (Andante caloroso), está en las antípodas de los movimientos extremos: es un nocturno idílico, una especie de reconciliación entre el hombre y los elementos , cuyo tema suena en un registro similar al de un violonchelo . El tema de apertura está basado en una canción de Robert Schumann, Melancolía, del Liederkreis op. 39 cuyas palabras son: “A veces puedo cantar como si fuera feliz; pero las lágrimas secretamente me suben a los ojos y liberan mi corazón. Los ruiseñores [...] cantan su canción nostálgica. [...] Todos están encantados, pero nadie siente dolor, el profundo dolor que se esconde detrás de esta canción."

La forma es “A-B-A" . Pero la agitada segunda mitad del segundo movimiento está marcada por el sonido resonante de un motivo de campana que resuena.

### III.Precipitato
El último movimiento Precipitato tiene la forma clásica ”A-B-C-B-A" . Se trata de una toccata que evoca su famosa Toccata, op. 11 y, en un tono muy similar al n.º 4 de Sugestión diabólica, op. 4 y al segundo movimiento del 2.ª Sonata. El compás es inusual y asimétrico, 7
8 ( compás de siete tiempos ), pero se encuentra a menudo en canciones populares rusas y se encuentra en la <i>Primera sonata para violín</i> contemporánea de la sonata. La combinación de métrica asimétrica y ritmo regular funciona muy bien en este final.
A diferencia del primer movimiento, el precipitato se basa en la tónica de si bemol mayor, establecida a partir del primer acorde  y en un lenguaje más diatónico y armónico. A pesar de la amplia gama de tempos elegidos por diferentes pianistas, el efecto no es menos imponente y emocionante. La melodía de la pieza tiene connotaciones de jazz / blues, pero es un parecido superficial. La fuerza musculada, el lado inflexible de esta música están muy lejos de la relajación asociada al blues. Esta energía no tiene paralelismo en las otras sonatas de Prokófiev.
La toccata culmina con una furiosa recapitulación del tema principal, utilizando los diez dedos al extremo, de forma virtuosa magistral, hasta que la pieza finalmente termina triunfalmente en una atronadora cascada de octavas.
« Ce finale pourrait être défini comme une toccata basée non sur la technique digitale mais sur celle du poignet ».
La partitura autógrafa de este movimiento se encuentra en los Archivos Estatales Rusos de Literatura y Arte y no muestra signos de revisión  o correcciones.

## Discografía
La obra ha sido grabada en particular por Sviatoslav Richter (que la estrenó), Glenn Gould (Sony), Maurizio Pollini, Martha Argerich, Mijaíl Pletnev, Andreï Gavrilov (DG), Grigory Sokolov (Auvidis), Vladimir Horowitz (RCA), Vladimir Ashkenazy (Decca), Boris Berman ( Chandos), Michel Béroff y Samson François (EMI/Warner).